# Signální pistole

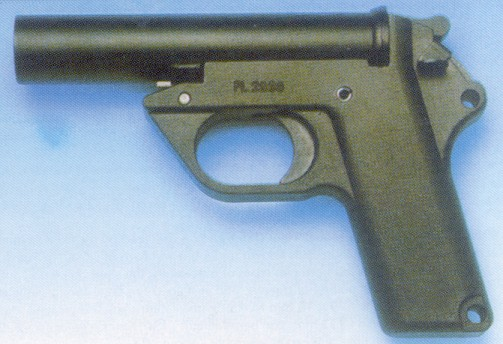
moderní signální pistole

Signální pistole je krátká palná zbraň velké ráže, určená k vystřelování světlic. Signální pistole bývají zpravidla jednoranné s jednočinným kohoutem opatřené hlavní s hladkým vývrtem. V minulosti se ale vyráběly i vícehlavňové zbraně pro potřeby armády. Účelem signální pistole je osvětlování terénu nebo signalizace, ale jsou známy i případy, kdy byla použita v nouzi jako střelná zbraň. Za tvůrce první signální pistole je považován americký důstojník námořnictva Edward Wilson Very (1847–1910) po němž byly často v anglicky mluvících zemích signální pistole označovány jako Very pistol.
V současnosti jsou signální pistole nejčastěji vyráběny z polymerů. V civilním sektoru je nejběžnější ráže 18,53 odpovídající kalibru 12 u brokovnic.
U ozbrojených složek je historicky nejrozšířenější ráže 26,5 mm odpovídající kalibru 4 u brokovnic. Dalšími méně častými rážemi je například 34,5 mm odpovídající kalibru 1 u brokovnic a ráže 37 mm.

## Kategorie zbraně
Dle zákona o zbraních je Signální zbraň - jednoúčelové zařízení na principu krátké nebo dlouhé zbraně pro použití signálních nábojů ráže větší než 16 mm a spadají do zbraní kategorie B.